# Kuupik Kleist
Jakob Edvard Kuupik Kleist (Qullissat, 31 de març de 1958) és un polític socialista groenlandès membre de l'Inuit Ataqatigiit, l'any 2009 es va convertir en el cinquè Primer ministre de Groenlàndia després de guanyar les eleccions.
Fill d'un treballador danès i d'una dona sorda inuit, Kleist va ser pujat per una família d'acollida. Va assistir a l'escola primària a Qullissat des del 1966 fins al 1972, quan aquesta antiga ciutat minera va ser abandonada, després va assistir a l'escola secundària de Sisimiut fins al 1975. Quan tenia 17 anys, va ser enviat a Dinamarca, sol i sense previ coneixement del danès. i va assistir a l'escola estatal de Birkerød entre el 1975 i el 1978. El 1983 Kleist va rebre el diploma en treball social de la Universitat de Roskilde. Entre el 1988 i el 1991 va ensenyar periodisme a Nuuk.
El 1996, Kleist va ser nomenat director de l'Oficina de Relacions Exteriors del Govern local de Groenlàndia (Direktør for hjemmestyrets udenrigskontor). Entre el 20 de novembre del 2001 i el 13 de novembre del 2007 va ser membre del Folketing (el Parlament danès), en representació del partit Inuit Ataqatigiit (IA). L'Inuit Ataqatigiit serà el primer partit a governar Groenlàndia després de l'acord d'ampliació de l'autonomia conegut com a selvstyre.
Des del 2007, ha estat el líder de l'IA, un partit polític d'esquerra que treballa la plena independència de Groenlàndia. El seu partit va guanyar per gran diferència les eleccions parlamentàries de Groenlàndia del 2009. El juny del 2009 va ser elegit el cinquè Primer Ministre de Groenlàndia, guanyant 5.461 vots contra els 1.413 de l'anterior primer ministre, Hans Enoksen.